# Makaonska pataka
Makaonska pataka, ISO 4217: MOP je službeno sredstvo plaćanja u Makaou. Označava se simbolom  MOP$ a dijeli se na 100 avosa.
Makaonska pataka je uvedena 1906. godine, a od 1983. vrijednost patake je vezana u vrijednost hongkonškog dolara u omjeru 1 hongkonški dolar = 1,032 pataka.
U optjecaju su kovanice od 10, 20 i 50 avosa, te od 1, 2, 5 i 10 pataka, i novčanice od 10, 20, 50, 100, 500 i 1000 pataka.